# Sibel (film)
Pour les articles homonymes, voir Sibel (homonymie).
Pour plus de détails, voir Fiche technique et Distribution.
Sibel est un film dramatique turc de 2018 réalisé par Çagla Zencirci et Guillaume Giovanetti. Il a été projeté dans la section Cinéma du monde contemporain du Festival international du film de Toronto 2018.

## Synopsis
Sibel est une jeune paysanne turque de 25 ans qui vit à Kuşköy — un petit village rural des montagnes de la région de la mer Noire en Turquie, plongé dans la tradition paternaliste — avec Emin, son père veuf, épicier et maire du village, et avec sa sœur cadette Fatma. Sibel est muette à la suite d'une maladie et ne s'exprime qu'en utilisant la langue sifflée traditionnelle de sa région, appelée la « langue des oiseaux ».
Tandis que Fatma, la sœur de Sibel, adolescente capricieuse, est promise à un mariage prochain malgré son jeune âge, Emir, père taciturne, autoritaire et paternaliste, lui préfère Sibel avec qui il partage des moments de chasse. Il voit d'un bon œil que Fatma parte chez un mari pour enfin avoir la paix à la maison, en tête à tête avec Sibel qui organise toutes les tâches domestiques.
Maudite, rejetée et parfois violentée par les villageoises, Sibel passe beaucoup de temps à traquer un mystérieux loup légendaire qui reste introuvable, en se faufilant dans les montagnes et leurs forêts touffues. Elle a creusé une fosse et cherche à l'y attirer avec des abats, convaincue que si elle réussit à le tuer, elle sera acceptée par les gens du village. Mais c'est plutôt la crainte, les fantasmes et les superstitions qu'elle suscite chez les villageois. Un jour, elle rencontre dans la forêt un fugitif nommé Ali. Blessé et vulnérable, il se laisse soigner par Sibel et va peu à peu apprendre à la voir différemment.
Sibel, avec l'aide d'Ali, va progressivement éclaircir le mystère du loup et de la vieille folle Narin, isolée dans une masure rustique de la montagne, qui radote à propos de Fuat, le fiancé qu'elle avait dans sa jeunesse.

## Fiche technique
- Réalisateurs : Çağla Zencirci, et Guillaume Giovanetti
- Assistant réalisateur : Yagmur Misirlioglu
- Genre : drame
- Nationalités :  Turquie  France  Allemagne  Luxembourg
- Scénaristes : Çağla Zencirci, Guillaume Giovanetti, Ramata-Toulaye Sy
- Sociétés de production : Pyramide (France), Les Films du Tambour (France), Riva Filmproduktion (Allemagne), Bidibul Productions (Luxembourg), Mars Productions (Turquie), Reborn Productions (France), Arte, Cofinova 14
- Société de distribution : Pyramide Distribution
- Producteurs: Marie Legrand, Rani Massalha, Michael Eckelt, Johannes Jancke, Marsel Kalvo, Nefes Polat, Christel Henon, Lilian Eche
- Coproducteur : Marc Simoncini
- Image : Eric Devin
- Son : Tim Stephan & Stephan Konken
- Musique : Bassel Hallak and Pi
- Montage : Véronique Lange
- Décors : Osman Özcan
- Durée : 95 minutes
- Procédé : DCP, Couleurs, Dolby 5.1, 2,35 x 1
- Date de sortie :
  - Turquie : 22 février 2019
  - France : 6 mars 2019
- Distributeur en France : Pyramide Distribution
- Langue : turc, langue sifflée de Turquie
- Lieu de tournage : montagnes de la Mer Noire en Turquie, en particulier dans le village de Kuşköy

## Distribution
- Damla Sönmez (tr), Sibel, la jeune fille muette
- Emin Gürsoy (tr) : Emin, le père de Sibel, épicier et maire de Kuşköy
- Erkan Kolçak Köstendil (tr) : Ali Demir, le fugitif
- Elit İşcan (tr) : Fatma, la sœur de Sibel
- Meral Çetinkaya (tr) : Narin, la vieille folle
- Gülçin Kültür Şahin : Feride, la villageoise
- Şevval Tezcan : Çiçek, la jeune fiancée

## Récompenses
- Locarno Festival : compétition officielle :
  - Prix du jury œcuménique
  - Prix de la presse
  - Prix du jury jeune
- 40e Cinemed de Montpellier 2018 :
  - Prix du public
  - Prix de la presse
- Rencontres cinématographiques de Cannes 2018
  - Prix du public
  - Prix du Syndicat Français de la Critique de Cinéma
- Festival du film de Hambourg 2018
  - Prix de la meilleure coproduction européenne
- MedFilm Festival de Rome 2018
  - Prix du jury étudiant
- Festival international du film d'Adana 2018
  - Prix du meilleur film
  - Prix de la meilleure actrice
- Festival international du film d'Antalya 2018
  - Prix du meilleur scénario
  - Prix de la meilleure actrice
- Festival du cinéma méditerranéen de Bruxelles 2018
  - Grand prix
  - Prix du jury jeune
  - Prix cinéeuropéa

## Autour du film
Les réalisateurs s'étaient rendus dans le village de Kuşköy (village turc du district de Çanakçı de la province de Giresun au nord-est de la Turquie) pour découvrir la langue sifflée dont la tradition est pratiquée de manière vivace aujourd'hui encore. Les dialogues sifflés du film sont réels : un professeur de langue sifflée du village a pris en charge l'actrice principale, Damla Sönmez, qui ne savait pas siffler, pour l'apprentissage de cette langue singulière. Le film « est une bénédiction car [le professeur de langue sifflée] en refuse la disparition » et a été un vecteur de reconnaissance et de perpétuation de la tradition. Pendant le tournage, « il arrivait que Sibel siffle le mot « papa » pendant une prise et, la seconde d’après, on entendait quelqu’un répondre au loin : « Quoi ? Qu’est-ce que tu veux ? ».
La langue sifflée de Kuşköy (kuş signifie « oiseau » (pluriel kuşlar) et köy signifie « village », Kuşköy signifiant « le village de l'oiseau ») est entrée sur la liste du patrimoine culturel immatériel de l'UNESCO en 2017.